# Рослини Миколаївської області, занесені до Червоної книги України
Список рослин Миколаївської області, занесених до Червоної книги України.

## Статистика
До списку входить 90 видів рослин, з них:
- Судинних рослин — 73;
- Мохоподібних — 0;
- Водоростей — 8;
- Лишайників — 5;
- Грибів — 4.

Серед них за природоохоронним статусом: 
- Вразливих — 42;
- Рідкісних — 23;
- Недостатньо відомих  — 2;
- Неоцінених — 16;
- Зникаючих — 7;
- Зниклих у природі — 0;
- Зниклих — 0.

## Список видів
| № п/п | Українська назва виду                                                       | Латинська назва виду                                              | Природоохоронний статус | Група           |
| ----- | --------------------------------------------------------------------------- | ----------------------------------------------------------------- | ----------------------- | --------------- |
| 1     | Астрагал Геннінга                                                           | Astragalus henningii (Steven) Boriss.                             | Рідкісний               | Судинні рослини |
| 2     | Астрагал дніпровський                                                       | Astragalus borysthenicus Klokov                                   | Рідкісний               | Судинні рослини |
| 3     | Астрагал одеський                                                           | Astragalus odessanus Besser                                       | Рідкісний               | Судинні рослини |
| 4     | Астрагал понтійський                                                        | Astragalus ponticus Pall.                                         | Вразливий               | Судинні рослини |
| 5     | Астрагал шерстистоквітковий                                                 | Astragalus dasyanthus Pall.                                       | Вразливий               | Судинні рослини |
| 6     | Береза дніпровська                                                          | Betula borysthenica Klokov                                        | Неоцінений              | Судинні рослини |
| 7     | Брандушка різнобарвна (пізньоцвіт різнобарвний)                             | Bulbocodium versicolor (Ker Gawl.) Spreng.                        | Вразливий               | Судинні рослини |
| 8     | Бурачок савранський                                                         | Alyssum savranicum Andrz.                                         | Зникаючий               | Судинні рослини |
| 9     | Вишня Клокова                                                               | Cerasus klokovii Sobko                                            | Вразливий               | Судинні рослини |
| 10    | Водяний горіх плаваючий                                                     | Trapa natans L. s.l.                                              | Неоцінений              | Судинні рослини |
| 11    | Волошка білоперлинна                                                        | Centaurea margarita-alba Klokov                                   | Зникаючий               | Судинні рослини |
| 12    | Волошка короткоголова                                                       | Centaurea breviceps Iljin                                         | Вразливий               | Судинні рослини |
| 13    | Волошка Пачоського                                                          | Centaurea paczoskii Kotov ex Klokov                               | Зникаючий               | Судинні рослини |
| 14    | Волошка первинноперлинна                                                    | Centaurea protomargaritacea Klokov                                | Зникаючий               | Судинні рослини |
| 15    | Волошка перлиста                                                            | Centaurea margaritacea Ten.                                       | Зникаючий               | Судинні рослини |
| 16    | Гвоздика бузька                                                             | Dianthus hypanicus Andrz.                                         | Вразливий               | Судинні рослини |
| 17    | Горицвіт весняний                                                           | Adonis vernalis L.                                                | Неоцінений              | Судинні рослини |
| 18    | Горицвіт волзький                                                           | Adonis wolgensis Steven ex DC.                                    | Неоцінений              | Судинні рослини |
| 19    | Громовик гранітний                                                          | Onosma graniticola Klokov                                         | Зникаючий               | Судинні рослини |
| 20    | Дрік скіфський                                                              | Genista scythica Pacz.                                            | Неоцінений              | Судинні рослини |
| 21    | Зіновать гранітна, рокитничок гранітний                                     | Chamaecytisus graniticus (Rehmann) Rothm.                         | Вразливий               | Судинні рослини |
| 22    | Зморшок степовий                                                            | Morchella steppicola Zerova.                                      | Рідкісний               | Гриби           |
| 23    | Карагана скіфська                                                           | Caragana scythica (Kom.) Pojark.                                  | Вразливий               | Судинні рослини |
| 24    | Кендир венеційський (кендир сарматський, кендир кримський, кендир Русанова) | Trachomitum venetum (L.) Woodson s.l.                             | Вразливий               | Судинні рослини |
| 25    | Кермечник злаколистий                                                       | Goniolimon graminifolium (Aiton) Boiss.                           | Вразливий               | Судинні рослини |
| 26    | Ковила відокремлена                                                         | Stipa disjuncta Klokov                                            | Вразливий               | Судинні рослини |
| 27    | Ковила волосиста                                                            | Stipa capillata L.                                                | Неоцінений              | Судинні рослини |
| 28    | Ковила вузьколиста                                                          | Stipa tirsa Steven                                                | Вразливий               | Судинні рослини |
| 29    | Ковила гранітна                                                             | Stipa graniticola Klokov                                          | Недостатньо відомий     | Судинні рослини |
| 30    | Ковила Лессінга                                                             | Stipa lessingiana Trin. et Rupr.                                  | Неоцінений              | Судинні рослини |
| 31    | Ковила найкрасивіша                                                         | Stipa pulcherrima K. Koch                                         | Вразливий               | Судинні рослини |
| 32    | Ковила пірчаста                                                             | Stipa pennata L.                                                  | Вразливий               | Судинні рослини |
| 33    | Ковила пухнастолиста                                                        | Stipa dasyphylla (Czern. ex Lindem.) Trautv.                      | Вразливий               | Судинні рослини |
| 34    | Ковила українська                                                           | Stipa ucrainica P. Smirn.                                         | Неоцінений              | Судинні рослини |
| 35    | Ковила шорстка                                                              | Stipa asperella Klokov et Ossycznjuk                              | Недостатньо відомий     | Судинні рослини |
| 36    | Ксантопармелія загорнута, ксантопармелія камчадальська, пармелія блукаюча   | Xanthoparmelia convoluta (Krempelh.) Hale                         | Вразливий               | Лишайники       |
| 37    | Ласалія пухирчаста                                                          | Lasallia pustulata (L.) Merat                                     | Рідкісний               | Лишайники       |
| 38    | Лептогій Шредера                                                            | Leptogium schraderi (Ach.) Nyl.                                   | Вразливий               | Лишайники       |
| 39    | Лещиця скупчена                                                             | Gypsophila glomerata Pall. ex Adam                                | Вразливий               | Судинні рослини |
| 40    | Любка дволиста                                                              | Platanthera bifolia (L.) Rich.                                    | Неоцінений              | Судинні рослини |
| 41    | Мерингія бузька                                                             | Moehringia hypanica Grynjet Klokov                                | Рідкісний               | Судинні рослини |
| 42    | Морківниця прибережна (зореморквиця прибережна)                             | Astrodaucus littoralis (M.Bieb.) Drude                            | Вразливий               | Судинні рослини |
| 43    | Мухомор щетинистий                                                          | Amanita solitaria (Bull.) Fr.                                     | Зникаючий               | Гриби           |
| 44    | Нітелопсіс притуплений                                                      | Nitellopsis obtusa (Desv. inLoisel) J. Groves                     | Рідкісний               | Водорості       |
| 45    | Осока житня                                                                 | Carex secalina Willd. ex Wahlenb.                                 | Вразливий               | Судинні рослини |
| 46    | Оставник одеський (гімноспермій одеський)                                   | Gymnospermium odessanum (DC.) Takht.                              | Вразливий               | Судинні рослини |
| 47    | Палімбія солончакова                                                        | Palimbia salsa (L. f.) Besser                                     | Вразливий               | Судинні рослини |
| 48    | Пирій ковилолистий                                                          | Elytrigia stipifolia (Czern. ex Nevski) Nevski                    | Неоцінений              | Судинні рослини |
| 49    | Півники понтичні                                                            | Iris pontica Zapał.                                               | Вразливий               | Судинні рослини |
| 50    | Півонія тонколиста                                                          | Paeonia tenuifolia L.                                             | Вразливий               | Судинні рослини |
| 51    | Підсніжник білосніжний (підсніжник звичайний)                               | Galanthus nivalis L.                                              | Неоцінений              | Судинні рослини |
| 52    | Підсніжник Ельвеза                                                          | Galanthus elwesii Hook.f.                                         | Вразливий               | Судинні рослини |
| 53    | Пізньоцвіт анкарський                                                       | Colchicum ancyrense B.L.Burtt                                     | Вразливий               | Судинні рослини |
| 54    | Плавун щитолистий                                                           | Nymphoides peltata (S.G.Gmel.) Kuntze                             | Вразливий               | Судинні рослини |
| 55    | Плакун чебрецелистий                                                        | Lythrum thymifolia L.                                             | Вразливий               | Судинні рослини |
| 56    | Плаунець заплавний (лікоподієлла заплавна)                                  | Lycopodiella inundata (L.) Holub                                  | Рідкісний               | Судинні рослини |
| 57    | Плодоріжка болотна (зозулинець болотний)                                    | Anacamptis palustris (Jacq.) R.M. Bateman, Pridgeon et M.W. Chase | Вразливий               | Судинні рослини |
| 58    | Плодоріжка запашна (зозулинець запашний, анакампт запашний)                 | Anacamptis fragrans (Pollini) R.M.Bateman                         | Вразливий               | Судинні рослини |
| 59    | Повстянка дніпровська (цимбохазма дніпровська)                              | Cymbochasma borysthenica (Pall. ex Schlecht.) Klokov et Zoz       | Рідкісний               | Судинні рослини |
| 60    | Пунктарія хвиляста                                                          | Punctaria tenuissima (C. Agardh) Grev.                            | Рідкісний               | Водорості       |
| 61    | Пунктарія широколиста                                                       | Punctaria latifolia Grev.                                         | Рідкісний               | Водорості       |
| 62    | Пустельниця головчаста                                                      | Eremogone cephalotes (M.Bieb.) Fenzl                              | Рідкісний               | Судинні рослини |
| 63    | Ранник весняний                                                             | Scrophularia vernalis L.                                          | Вразливий               | Судинні рослини |
| 64    | Родохортон пурпуровий                                                       | Rhodochorton purpureum (Lightf.) Rosenv.                          | Рідкісний               | Водорості       |
| 65    | Руслиця угорська                                                            | Elatine hungarica Moesz                                           | Вразливий               | Судинні рослини |
| 66    | Рябчик руський                                                              | Fritillaria ruthenica Wikstr.                                     | Вразливий               | Судинні рослини |
| 67    | Рядовка величезна                                                           | Tricholoma colossus (Fr.) Quel.                                   | Рідкісний               | Гриби           |
| 68    | Рястка Буше                                                                 | Ornithogalum boucheanum (Kunth) Asch.                             | Неоцінений              | Судинні рослини |
| 69    | Сальвінія плаваюча                                                          | Salvinia natans (L.) All.                                         | Неоцінений              | Судинні рослини |
| 70    | Сквамарина щетиниста                                                        | Squamarina cartilaginea (With.) P. James in D. Hawksw. et al.     | Рідкісний               | Лишайники       |
| 71    | Смілка бузька, зорянка південнобузька                                       | Silene hypanica Klokov                                            | Вразливий               | Судинні рослини |
| 72    | Смілка Ситника                                                              | Silene sytnikii Krytzka, Novosad et Protopopova                   | Вразливий               | Судинні рослини |
| 73    | Сон лучний (сон чорніючий, сон богемський)                                  | Pulsatilla pratensis (L.) Mill. s.l.                              | Неоцінений              | Судинні рослини |
| 74    | Сон розкритий                                                               | Pulsatilla patens (L.) Mill. s.l.                                 | Неоцінений              | Судинні рослини |
| 75    | Стілонема альсіді                                                           | Stylonema alsidii (Zanardini) K.M. Drew                           | Рідкісний               | Водорості       |
| 76    | Тюльпан бузький                                                             | Tulipa hypanica Klokov et Zoz                                     | Вразливий               | Судинні рослини |
| 77    | Тюльпан Шренка                                                              | Tulipa schrenkii Regel                                            | Вразливий               | Судинні рослини |
| 78    | Флокулярія Рікена                                                           | Floccularia rickenii (Bohus) Wasser                               | Вразливий               | Гриби           |
| 79    | Хара сивіюча                                                                | Chara canescens Desv. et Loisel in Loisel                         | Рідкісний               | Водорості       |
| 80    | Холодок Палласа (холодок коротколистий)                                     | Asparagus pallasii Miscz.                                         | Вразливий               | Судинні рослини |
| 81    | Хроодактилон Волле                                                          | Chroodactylon wolleanum Hansg.                                    | Рідкісний               | Водорості       |
| 82    | Хроодактилон розгалужений                                                   | Chroodactylon ramosum (Thwait.) Hansg.                            | Рідкісний               | Водорості       |
| 83    | Цетрарія степова, целокаулон степовий, корнікулярія степова                 | Cetraria steppae (Savicz) Kärnef.                                 | Вразливий               | Лишайники       |
| 84    | Цибуля круглонога                                                           | Allium sphaeropodum Klokov                                        | Вразливий               | Судинні рослини |
| 85    | Цибуля Регеля                                                               | Allium regelianum A. Beckerex Iljin                               | Рідкісний               | Судинні рослини |
| 86    | Цибуля савранська                                                           | Allium savranicum Besser                                          | Вразливий               | Судинні рослини |
| 87    | Чистець вузьколистий                                                        | Stachys angustifolia М.Bieb.                                      | Рідкісний               | Судинні рослини |
| 88    | Шафран сітчастий                                                            | Crocus reticulatus Steven ex Adams                                | Неоцінений              | Судинні рослини |
| 89    | Шоломниця весняна                                                           | Scutellaria verna Besser                                          | Рідкісний               | Судинні рослини |
| 90    | Ясенець білий                                                               | Dictamnus albus L.                                                | Рідкісний               | Судинні рослини |